# Tmesisternus marmoratus
Tmesisternus marmoratus är en skalbaggsart som beskrevs av Guérin-Méneville 1835. Tmesisternus marmoratus ingår i släktet Tmesisternus och familjen långhorningar.
Artens utbredningsområde är Västpapua. Inga underarter finns listade i Catalogue of Life.

## Bildgalleri

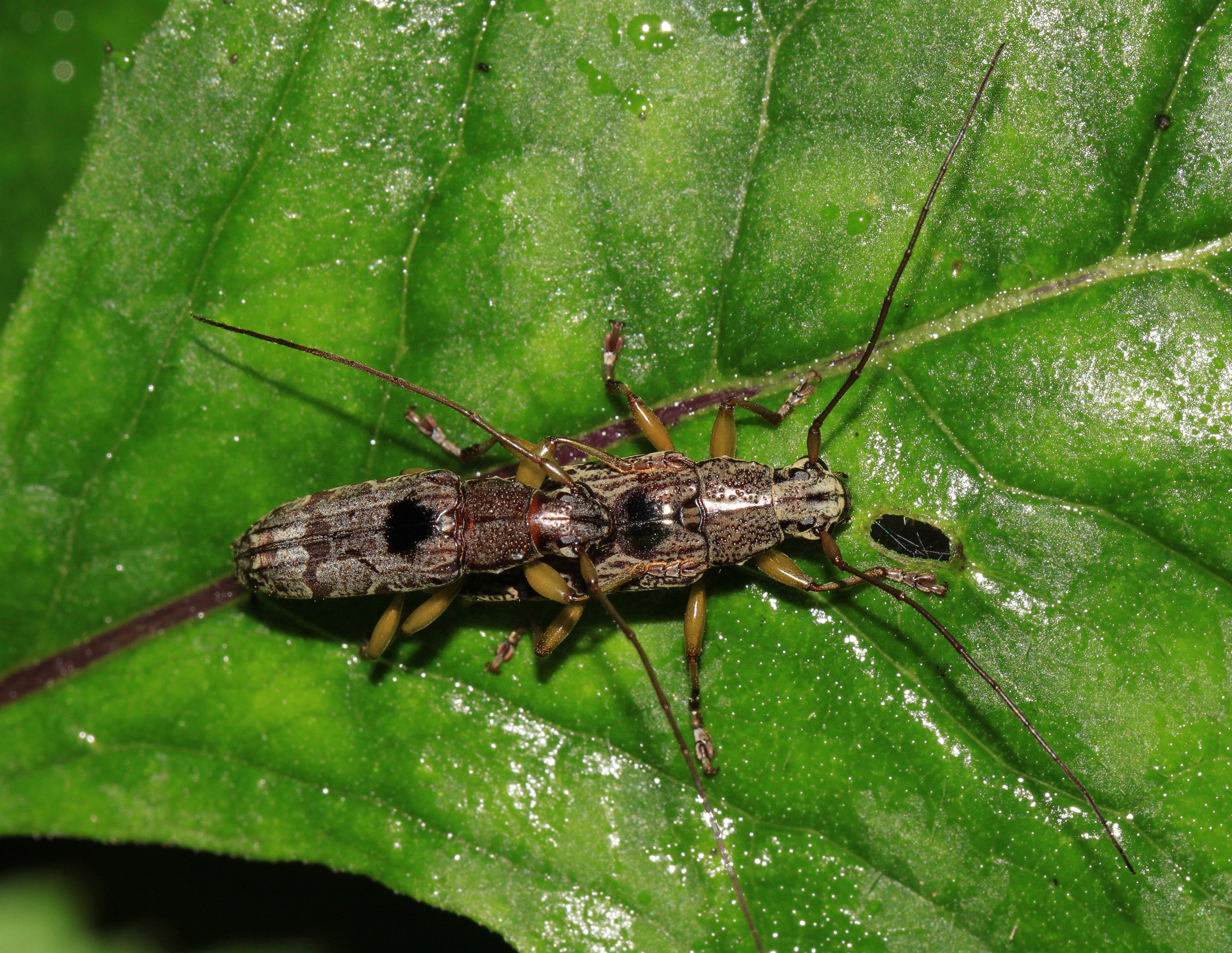